# 1-Nitropropeno
1-Nitropropeno ou 1-nitro-1-propeno, nome pela IUPAC (E)-1-nitroprop-1-eno, é o composto orgânico, derivado nitrado do propeno, de fórmula molecular C3H5NO2, massa molecular 87,077301. Classificado pelo número CAS 3156-70-5.